# Ingolf Dahl
Ingolf Dahl (9 de junio de 1912 – 6 de agosto de 1970) fue un compositor, pianista, director de orquesta y docente musical estadounidense de origen alemán. 

## Biografía
Dahl nació como Walter Ingolf Marcus  en Hamburgo, Alemania, de padre judío alemán, el abogado Paul Marcus y su esposa sueca Hilda Maria Dahl. Fue hermano de Gert Marcus, un destacado artista y escultor sueco ganador de la Medalla Príncipe Eugenio.
En Hamburgo, Dahl estudió piano con Edith Weiss-Mann, clavecinista, pianista y defensora de la música antigua. Dahl estudió con Philipp Jarnach en la Universidad de Música y Danza de Colonia (1930-1932). Dahl abandonó Alemania cuando el Partido Nazi alcanzó el poder y continuó sus estudios en la Universidad de Zurich, junto con Volkmar Andreae y Walter Frey. Trabajó en la Ópera de Zúrich durante más de seis años, donde fue ascendiendo hasta alcanzar el rango de director asistente. Se desempeñó también como preparador vocal y maestro de coro para los estrenos mundiales de Lulu de Alban Berg y Mathis der Maler de Paul Hindemith .
En 1939, dado que Suiza se volvió cada vez más hostil hacia los refugiados judíos (incluidas las personas de ascendencia parcialmente judía), Dahl decidió emigrar a los Estados Unidos. Allí usó el nombre de Ingolf Dahl, basado en su segundo nombre original y el apellido de soltera de su madre. Mintió constantemente sobre su origen, afirmando ser de origen sueco y negando su herencia judía (siendo Marcus un apellido claramente judío). Afirmó haber emigrado un año antes de lo que realmente lo había hecho. Se instaló en Los Ángeles y se unió a la comunidad de músicos expatriados que incluía a Ernst Krenek, Darius Milhaud, Arnold Schoenberg, Igor Stravinsky y Ernst Toch. Tuvo una variada carrera musical como pianista solista, tecladista (piano y clavecín), acompañante, director, compositor y crítico. Produjo una traducción interpretativa de Pierrot lunaire de Schoenberg al inglés y tradujo, solo o con un colaborador, obras como Poética de la música de Stravinsky. Interpretó muchas de las obras de Stravinsky y el compositor quedó lo suficientemente impresionado como para contratar a Dahl para crear una versión para dos pianos de sus Danses concertantes y notas de programa para otras obras. En 1947, con Joseph Szigeti produjo una reconstrucción del Concierto para violín en re menor de Bach.
También trabajó en la industria del entretenimiento, realizando giras como pianista para Edgar Bergen y sus títeres en 1941 y más tarde para la comediante Gracie Fields en 1942 y 1956. Produjo arreglos musicales para Tommy Dorsey y se desempeñó como arreglista y director de orquesta de Victor Borge. También dio lecciones privadas de repertorio clásico a Benny Goodman. Participó como tecladista en la grabación de numerosas banda sonoras de películas para la Fox, los Goldwyn Studios, Columbia, Universal, MGM y Warner Bros., así como en la empresa de postproducción Todd-AO. También trabajó en el programa de televisión The Twilight Zone. Aunque agradecido por los ingresos que le proporcionó este trabajo, mientras trabajaba en Spartacus se quejó de lo inútil que era "hacer tintinear algunas notas en el celeste" cuando las notas también son dobladas por otros instrumentos y mezcladas con efectos de sonido y las voces de los actores. Dahl dirigió la banda sonora de Los secuestradores (1957) de su alumno Paul Glass e interpretó el segundo y tercer movimiento de la Sonata Patética de Beethoven en la película animada de 1969 Un niño llamado Charlie Brown .
Entre sus composiciones, la más frecuentemente interpretada es el Concierto para saxofón alto y orquesta de viento encargado y estrenado por Sigurd Raschèr en 1949. La pieza pasó por varias revisiones y re-partituras importantes durante la vida de Dahl, pero Paul Cohen restauró la versión original y la grabó en 2021. Posteriormente, Dahl completó encargos para la Orquesta Filarmónica de Los Ángeles y las fundaciones Koussevitzky y Fromm . Su última obra, completa y parcialmente orquestada a su muerte en 1970, fue el Concierto elegía para violín y orquesta de cámara. En 1999, un crítico que revisaba una grabación de las obras de Dahl lo llamó un "compositor elegante", "un cruce entre Stravinsky y Hindemith".
En febrero de 1943 cambió legalmente su nombre a Ingolf Dahl y en septiembre de ese mismo año recibió la nacionalidad estadounidense. En 1945 se unió a la facultad de la Escuela de Música Thornton de la Universidad del Sur de California en Los Ángeles, donde enseñó durante el resto de su vida. En 1952 fue nombrado primer director del Grupo de Estudio Tanglewood, un programa que no estaba dirigido a profesionales sino "al aficionado inteligente y entusiasta de la música, también al estudiante de música en general y al educador musical". Entre sus alumnos más destacados se encuentran el director Michael Tilson Thomas y los compositores Harold Budd y David Cope. En 1957 codirigió el Festival de Música de Ojai en colaboración con Aaron Copland y fue su director musical entre 1964 y 1966.
Entre los honores conseguidos por Dahl se encuentran una beca Guggenheim en composición musical en 1951,  dos becas Huntington Hartford, un premio a la excelencia en la enseñanza de la Universidad del Sur de California, el premio ASCAP Stravinsky y una beca del Instituto Nacional de Artes y Letras en 1954.
Murió en Frutigen, Suiza, el 6 de agosto de 1970, pocas semanas después de la muerte de su esposa, ocurrida el 10 de junio

## Legado
La música de Dahl ha sido grabada en Boston Records, Capstone, Centaur, Chandos Records, CRI, Crystal, nl, etiquetas MKH Medien Kontor Hamburg, Nimbus y Summit.
Entre los estudiantes de Dahl figuran los directores estadounidenses Michael Tilson Thomas, Lawrence Christianson, William Hall, William Dehning, Frank A. Salazar, el pianista William Teaford y los compositores Morten Lauridsen, Williametta Spencer, Norma Wendelburg y Lawrence Moss. Tilson Thomas lo evaluó de esta manera: "Dahl fue un profesor inspirador; más allá de la materia, mostró a sus alumnos el valor práctico del humanismo. Es decir, cómo dejar que las preocupaciones humanistas infundan tu existencia diaria." 
La Biblioteca de Música de la Universidad del Sur de California (USC) alberga el Archivo Ingolf Dahl. Incluye partituras, manuscritos, artículos y cintas. Dahl también llevó un diario en volúmenes anuales desde 1928 hasta su muerte en 1970. En 2012, su hijastro, Anthony Linick, quien escribió una extensa biografía de su padrastro, los donó a la USC.
La American Musicological Society presenta anualmente el Premio en Memoria de Ingolf Dahl en Musicología.